# Internationales Konzert: Solidarität mit Chile
Internationales Konzert: Solidarität mit Chile (en castellano: «Concierto internacional: solidaridad con Chile») es un álbum en directo de varios intérpretes de distintas nacionalidades, lanzado en 1974 en la ciudad de Dortmund por el sello discográfico alemán Pläne, y grabado el 19 de mayo de ese mismo año en el IV Congreso de la Juventud Socialista de Obreros Alemanes (SDAJ, siglas del nombre en alemán Sozialistische Deutsche Arbeiterjugend) celebrado en la ciudad alemana de Hanóver.
Un tercio de los temas del álbum son interpretados por la banda chilena Inti-Illimani, que para entonces se encontraba exiliada en Europa, producto de la dictadura militar de Chile.

## Lista de canciones
| Lado A |                             |                  |                             |          |  |
| N.º    | Título                      | Música           | Intérprete                  | Duración |  |
| 1.     | «The Family Of Man»         | Karl Dallas      | Colin Wilkie & Shirley Hart |          |  |
| 2.     | «Bayerisches Heimatlied»    | Dieter Süverkrüp | Dieter Süverkrüp            |          |  |
| 3.     | «Lagerlied»                 | Dieter Süverkrüp | Dieter Süverkrüp            |          |  |
| 4.     | «Men Behind The Wire»       | Pat McGuigan     | The Sands Family            |          |  |
| 5.     | «All The Little Children»   | Tom Sands        | The Sands Family            |          |  |
| 6.     | «Winds Are Singing Freedom» | Tommy Makem      | The Sands Family            |          |  |

| Lado B |                                      |                             |               |          |  |
| N.º    | Título                               | Música                      | Intérprete    | Duración |  |
| 7.     | «Auf Welcher Seite Stehst Du»        | Agit Prop                   | Agit Prop     |          |  |
| 8.     | «Frieden, Freundschaft, Solidarität» | Agit Prop                   | Agit Prop     |          |  |
| 9.     | «Lo que más quiero»                  | Violeta Parra, Isabel Parra | Inti-Illimani |          |  |
| 10.    | «La partida» (instrumental)          | Víctor Jara                 | Inti-Illimani |          |  |
| 11.    | «Chile herido»                       | Inti-Illimani, Luis Advis   | Inti-Illimani |          |  |
| 12.    | «El pueblo unido»                    | Sergio Ortega, Quilapayún   | Inti-Illimani |          |  |

## Créditos
- Helga Clauss: diseño de cubierta
- Deymann: fotografía[2]